# Raúl Arellano Villegas
Raúl Arellano (28 de septiembre de 1934 -12 de octubre de 1997) más conocido como La Pina, fue un futbolista mexicano, un fino delantero de la época del Campeonísimo que jugó de 1953 a 1964 con el Club Deportivo Guadalajara, y después haría lo propio con el Tampico hasta 1968.
Participó con la Selección de fútbol de México en el mundial de Suiza 1954, en el II Campeonato Panamericano y en varios amistosos hasta 1960.
Fue atropellado por un automovilista que se dio a la fuga la tarde del domingo 12 de octubre de 1997 en Avenida López Mateos Norte casi al cruce con calle Colomos, Colonia Italia Providencia de Guadalajara, Jalisco, tras haber participado en la tradicional comida de fraternidad del club rojiblanco. Falleció la noche de ese mismo día en un hospital. Sus restos fueron velados en la capilla del Carmen; posteriormente fueron trasladados a las instalaciones del Club, donde fue oficiada una misa de cuerpo presente, en la sala de trofeos, para después ser incinerado.
Su hijo y su nieto seguirían la tradición de jugar en el Rebaño Sagrado, su hijo Omar Arellano fue un jugador fundamental en el cuadro titular de Chivas en los 80s, lograría el título en la temporada 1986-87, y actualmente se desarrolla como DT de Club Deportivo Guadalajara Premier, anteriormente fungió como estratega del Club Necaxa, mientras que su nieto Omar Arellano Riverón juega como delantero.
Raúl Arellano es el iniciador de una generación triple que ha jugado en el mismo equipo dentro de la liga profesional de fútbol en México; su Hijo Omar y su nieto Omar complementan junto a las Dinastías Reyes, de la Torre, se significan los únicos apellidos con tres representantes en descendencia directa, y todos para el Club Guadalajara.

## Clubes
- Guadalajara 1951-1964
- Tampico AC 1964-1968

## Participaciones en Copas del Mundo
| Mundial                        | Sede  | Resultado    |
| ------------------------------ | ----- | ------------ |
| Copa Mundial de Fútbol de 1954 | Suiza | Primera Fase |

## Palmarés

### Campeonatos regionales
| Título                   | Club                       | País   | Año  |
| ------------------------ | -------------------------- | ------ | ---- |
| Copa de Oro de Occidente | Club Deportivo Guadalajara | México | 1954 |
| Copa de Oro de Occidente | Club Deportivo Guadalajara | México | 1955 |
| Copa de Oro de Occidente | Club Deportivo Guadalajara | México | 1956 |
| Copa de Oro de Occidente | Club Deportivo Guadalajara | México | 1960 |

### Campeonatos nacionales
| Título                    | Club                       | País   | Año     |
| ------------------------- | -------------------------- | ------ | ------- |
| Primera división mexicana | Club Deportivo Guadalajara | México | 1956/57 |
| Campeón de Campeones      | Club Deportivo Guadalajara | México | 1957    |
| Primera división mexicana | Club Deportivo Guadalajara | México | 1958/59 |
| Campeón de Campeones      | Club Deportivo Guadalajara | México | 1959    |
| Primera división mexicana | Club Deportivo Guadalajara | México | 1959/60 |
| Campeón de Campeones      | Club Deportivo Guadalajara | México | 1960    |
| Primera división mexicana | Club Deportivo Guadalajara | México | 1960/61 |
| Campeón de Campeones      | Club Deportivo Guadalajara | México | 1961    |
| Primera división mexicana | Club Deportivo Guadalajara | México | 1961/62 |
| Primera división mexicana | Club Deportivo Guadalajara | México | 1963/64 |
| Copa México               | Club Deportivo Guadalajara | México | 1962-63 |
| Campeón de Campeones      | Club Deportivo Guadalajara | México | 1964    |

### Copas internacionales
| Título                           | Club (*)                   | Lugar  | Año  |
| -------------------------------- | -------------------------- | ------ | ---- |
| Copa de Campeones de la Concacaf | Club Deportivo Guadalajara | México | 1962 |